# Thomas Rehdiger
Thomas Rehdiger (auch Thomas Rhediger und Redinger) (* 19. Dezember 1540 in Breslau, Fürstentum Breslau; †  5. Januar 1576 in Köln) aus der Breslauer Patrizierfamilie Rehdiger war ein schlesischer Humanist und Büchersammler.

## Leben
Thomas Rehdiger war der Sohn des Kaufmanns Nicolaus Rehdiger, der erstmals 1511 in Breslau erwähnt wurde.
Durch seinen Erbteil finanziell gut ausgestattet, wurde er humanistisch ausgezeichnet ausgebildet. Nach dem Besuch des Elisabet-Gymnasiums folgten Studien der Rechtswissenschaft, der Theologie und der Philosophie in Wittenberg, wobei er auch Schüler von Philipp Melanchthon war. Er beherrschte fast alle klassischen Sprachen in Wort und Schrift. Im Mai 1561 kehrte er mit ausgezeichneten Zeugnissen von der Wittenberger Universität zurück.
Er begann 1561, auf den Rat von Johann Crato von Krafftheim hin, in Begleitung von Hubert Languet, seine Rundreise durch Frankreich und die Niederlande. In Paris schloss er Freundschaft mit dem Botaniker Charles de l’Écluse (Carolus Clusius). Im gleichen Jahr flüchteten sie vor der Pest nach Antwerpen. 1563 reiste er nach Frankreich und 1567 nach Italien. 1571 ging er nach Köln.

## Bibliothek
Rehdiger besuchte bedeutende Bibliotheken. Sein Vermögen gestattete es ihm, zahlreiche wertvolle Bücher zu erwerben. Seine Sammlung bestand aus etwa 300 Handschriften und 6000 Druckwerken und kam 1645 durch einen Vertrag mit den Nachkommen in den Besitz der Stadt Breslau.  Im Zusammenfügen der Pfarrbibliotheken von St. Maria-Magdalena und St. Bernhardin in Breslau wurde diese bedeutende Sammlung, die zuvor durch den jeweiligen Prorektor des Elisabet-Gymnasiums, so u. a. auch vom Historiographen Karl Adolf Menzel verwaltet wurde, zum wesentlichen Bestandteil der dortigen Stadtbibliothek als Bibliotheca Rehdigerana. Bedingt durch die Auslagerung im Zweiten Weltkrieg gelangte ein kleiner Teil von 31 Bänden, darunter eine illuminierte Handschrift der Chronik von Jean Froissart, als Depot Breslau in die Staatsbibliothek Berlin. Der erhaltene Restbestand ist heute Teil der Universitätsbibliothek Breslau.